# Dolný háj
Dolný háj este o arie protejată (arie specială de conservare — SAC, sit de importanță comunitară — SCI) din Slovacia întinsă pe o suprafață de 58,24 ha, integral pe uscat.

## Localizare
Centrul sitului Dolný háj este situat la coordonatele 48°09′54″N 18°13′01″E / 48.165°N 18.216944°E.

## Înființare
Situl Dolný háj a fost declarat sit de importanță comunitară în aprilie 2004 pentru a proteja 4 specii de animale. Situl a fost protejat și ca arie specială de conservare în martie 2004.

## Biodiversitate
Situată în ecoregiunea panonică, aria protejată conține 3 habitate naturale: Păduri panonice cu Quercus petraea și Carpinus betulus, Fânețe de joasă altitudine (Alopecurus pratensis, Sanguisorba officinalis), Păduri mixte riverane de Quercus robur, Ulmus laevis și Ulmus minor, Fraxinus excelsior sau Fraxinus angustifolia, de-a lungul marilor râuri (Ulmenion minoris).
La baza desemnării sitului se află mai multe specii protejate:
- amfibieni (2): buhai de baltă cu burta roșie (Bombina bombina), triton cu creastă dobrogean (Triturus dobrogicus)
- nevertebrate (1): rădașcă (Lucanus cervus)
- pești (1): boarță (Rhodeus sericeus amarus)

Pe lângă speciile protejate, pe teritoriul sitului au mai fost identificate 4 specii de amfibieni, 4 specii de mamifere, 2 specii de reptile.